# FC Zbrojovka Brno 2025/2026
Tento článek se podrobně zabývá událostmi ve fotbalovém klubu FC Zbrojovka Brno v období sezony 2025/2026 a jeho působení ve Chance Národní lize a ligovém poháru.

## Klub

### Realizační tým
| Post              | Jméno           |
| ----------------- | --------------- |
| Hlavní trenér     | Martin Svědík   |
| Asistent trenéra  | Jan Baránek     |
| Asistent trenéra  | Jiří Saňák      |
| Asistent trenéra  | Pavel Zavadil   |
| Trenér brankářů   | Vlastimil Hrubý |
| Trenér brankářů   | Tomáš Čechovič  |
| Vedoucí mužstva   | Libor Došek     |
| Kondiční trenér   | Jakub Fikar     |
| Kustod            | Jiří Havlíček   |
| Klubové vedení    |                 |
| Předseda          | Jan Mynář       |
| Místopředseda     | Ladislav Chodák |
| Místopředseda     | Ondřej Kurečka  |
| Tiskový mluvčí    | Martin Lísal    |
| Sportovní manažer | Martin Jiránek  |
| Manažer mládeže   | Petr Čejka      |

## Soupiska

### A-tým
| Číslo     | Poz.     | Nár.              | Hráč                 | Datum narození a věk        | 2024/2025 | 2024/2025 | 2024/2025 | 2024/2025 | 2024/2025 |
| Číslo     | Poz.     | Nár.              | Hráč                 | Datum narození a věk        | Z.        | Gól       | A.        |           | Vyloučení |
| Brankáři  | Brankáři | Brankáři          | Brankáři             | Brankáři                    | Brankáři  | Brankáři  | Brankáři  | Brankáři  | Brankáři  |
| --------- | -------- | ----------------- | -------------------- | --------------------------- | --------- | --------- | --------- | --------- | --------- |
| 1         | BR       | Slovensko         | Adam Hrdina          | 12. února 2004 (21 let)     | 0         | 0         | 0         | 0         | 0         |
| 24        | BR       | Česko             | Dominik Sváček       | 24. února 1997 (28 let)     | 0         | 0         | 0         | 0         | 0         |
| 78        | BR       | Česko             | Ondřej Prodělal      | 29. listopadu 2005 (19 let) | 0         | 0         | 0         | 0         | 0         |
| Obránci   |          |                   |                      |                             |           |           |           |           |           |
| 3         | OB       | Brazílie          | K. Kaká              | 16. října 2004 (20 let)     | 0         | 0         | 0         | 0         | 0         |
| 17        | OB       | Česko             | Daniel Kutík         | 12. května 2004 (21 let)    | 0         | 0         | 0         | 0         | 0         |
| 18        | OB       | Česko             | Denis Granečný       | 7. září 1998 (26 let)       | 0         | 0         | 0         | 0         | 0         |
| 22        | OB       | Česko             | Patrik Haitl         | 1. března 1998 (27 let)     | 0         | 0         | 0         | 0         | 0         |
| 23        | OB       | Česko             | Jakub Šural          | 1. července 1996 (29 let)   | 0         | 0         | 0         | 0         | 0         |
| 25        | OB       | Česko             | Tomáš Břečka         | 12. května 1994 (31 let)    | 0         | 0         | 0         | 0         | 0         |
| 26        | OB       | Česko             | Filip Vedral         | 26. dubna 1997 (28 let)     | 0         | 0         | 0         | 0         | 0         |
| 32        | OB       | Česko             | Jan Juroška          | 2. března 1993 (32 let)     | 0         | 0         | 0         | 0         | 0         |
| 39        | OB       | Česko             | Jakub Klíma          | 28. srpna 1998 (26 let)     | 0         | 0         | 0         | 0         | 0         |
| 44        | OB       | Česko             | Filip Štěpánek       | 12. ledna 1999 (26 let)     | 0         | 0         | 0         | 0         | 0         |
| 66        | OB       | Česko             | Stanislav Hofmann    | 17. června 1990 (35 let)    | 0         | 0         | 0         | 0         | 0         |
| Záložníci |          |                   |                      |                             |           |           |           |           |           |
| 0         | ZÁ       | Česko             | Jan Hellebrand       | 2. března 2002 (23 let)     | 0         | 0         | 0         | 0         | 0         |
| 6         | ZÁ       | Česko             | Daniel Polák         | 21. října 2006 (18 let)     | 0         | 0         | 0         | 0         | 0         |
| 8         | ZÁ       | Česko             | Patrik Čavoš         | 7. ledna 1995 (30 let)      | 0         | 0         | 0         | 0         | 0         |
| 11        | ZÁ       | Slovensko         | Martin Rymarenko     | 9. dubna 1999 (26 let)      | 0         | 0         | 0         | 0         | 0         |
| 13        | ZÁ       | Česko             | Jiří Texl            | 3. ledna 1993 (32 let)      | 0         | 0         | 0         | 0         | 0         |
| 14        | ZÁ       | Česko             | Tadeáš Vachoušek     | 11. ledna 2004 (21 let)     | 0         | 0         | 0         | 0         | 0         |
| 20        | ZÁ       | Česko             | Lukas Saal           | 17. února 2006 (19 let)     | 0         | 0         | 0         | 0         | 0         |
| 21        | ZÁ       | Česko             | Ondřej Pachlopník    | 14. února 2000 (25 let)     | 0         | 0         | 0         | 0         | 0         |
| 27        | ZÁ       | Česko             | Filip Blecha         | 16. července 1997 (28 let)  | 0         | 0         | 0         | 0         | 0         |
| 29        | ZÁ       | Česko             | Patrik Žitný         | 21. ledna 1999 (26 let)     | 0         | 0         | 0         | 0         | 0         |
| 68        | ZÁ       | Česko             | Jakub Janetzký       | 12. června 1997 (28 let)    | 0         | 0         | 0         | 0         | 0         |
| Útočníci  |          |                   |                      |                             |           |           |           |           |           |
| 7         | ÚT       | Česko             | Filip Večeřa         | 4. ledna 2006 (19 let)      | 0         | 0         | 0         | 0         | 0         |
| 9         | ÚT       | Česko             | Oliver Velich        | 12. června 2001 (24 let)    | 0         | 0         | 0         | 0         | 0         |
| 10        | ÚT       | Česko             | Jakub Selnar         | 13. dubna 2000 (25 let)     | 0         | 0         | 0         | 0         | 0         |
| 16        | ÚT       | Česko             | Adam Kronus          | 29. července 2002 (23 let)  | 0         | 0         | 0         | 0         | 0         |
| 19        | ÚT       | Burundi           | Bienvenue Kanakimana | 28. prosince 1999 (25 let)  | 0         | 0         | 0         | 0         | 0         |
| 99        | ÚT       | Trinidad a Tobago | Justin Araujo-Wilson | 26. srpna 2002 (22 let)     | 0         | 0         | 0         | 0         | 0         |

Poznámky
- Statistiky jsou ze všech soutěžních utkání, tj. z ligy i poháru.

## Přestupy

### Přišli do týmu

#### Léto
| Datum           | Č. | Poz. | Hráč                    | Věk | Odkud přišel              | Typ        | Ref    |
| --------------- | -- | ---- | ----------------------- | --- | ------------------------- | ---------- | ------ |
| 28.května 2025  |    | OB   | Jan Juroška             | 32  | FC Baník Ostrava          | volný hráč | [ 2 ]  |
| 3. června 2025  |    | ZÁ   | Filip Blecha            | 27  | Slezský FC Opava          | volný hráč | [ 3 ]  |
| 4. června 2025  |    | ÚT   | Martin Rymarenko        | 26  | MFK Dukla Banská Bystrica | přestup    | [ 4 ]  |
| 5. června 2025  |    | OB   | Jakub Klíma             | 26  | FC Hradec Králové         | přestup    | [ 5 ]  |
| 12. června 2025 |    | ZÁ   | Patrik Čavoš            | 30  | MFK Karviná               | přestup    | [ 6 ]  |
| 18. června 2025 |    | OB   | Filip Vedral            | 28  | MFK Vyškov                | přestup    | [ 7 ]  |
| 18. června 2025 |    | ZÁ   | Jakub Selnar            | 25  | FC Vysočina Jihlava       | volný hráč | [ 8 ]  |
| 19. června 2025 |    | ÚT   | Oliver Velich           | 24  | FK Jablonec               | přestup    | [ 9 ]  |
| 27. června 2025 |    | ZÁ   | Bienvenue Kanakimana    | 25  | FK Jablonec               | přestup    | [ 10 ] |
| 28. června 2025 |    | OB   | Kauan Carneiro Da Silva | 20  | MFK Karviná               | přestup    | [ 11 ] |

#### Zima
| Datum | Č. | Poz. | Hráč | Věk | Odkud přišel | Typ | Ref |
| ----- | -- | ---- | ---- | --- | ------------ | --- | --- |
|       |    |      |      |     |              |     |     |
|       |    |      |      |     |              |     |     |
|       |    |      |      |     |              |     |     |

### Odešli z týmu

#### Léto
| Datum            | Č. | Poz. | Hráč                | Věk | Kam odešel                 | Typ                | Ref    |
| ---------------- | -- | ---- | ------------------- | --- | -------------------------- | ------------------ | ------ |
| 27.května 2025   | 26 | OB   | Martin Nový         | 31  | FK Viktoria Žižkov         | vypršení smlouvy   | [ 12 ] |
| 18. června 2025  | 79 | BR   | Kryštof Lichtenberg | 22  | FK Mladá Boleslav          | návrat z hostování | [ 13 ] |
| 1. července 2025 | 11 | ÚT   | William Mackleyther | 24  | SK Hanácká Slavia Kroměříž | hostování          | [ 14 ] |
| 1. července 2025 | 8  | OB   | Zdeněk Toman        | 19  | SK Hanácká Slavia Kroměříž | hostování          | [ 14 ] |
| 17.července 2025 | 31 | ZÁ   | David Jambor        | 22  | MFK Chrudim                | přestup            | [ 15 ] |
| 19.července 2025 | 77 | OB   | Lucas Kubr          | 21  | FC Hradec Králové          | přestup            | [ 16 ] |

#### Zima
| Datum | Č. | Poz. | Hráč | Věk | Kam odešel | Typ | Ref |
| ----- | -- | ---- | ---- | --- | ---------- | --- | --- |
|       |    |      |      |     |            |     |     |
|       |    |      |      |     |            |     |     |

## Zápasy v sezoně 2024/2025

### Souhrn působení v soutěžích
| Soutěž              | Fáze startu | Konečná pozice/ kolo | První zápas | Poslední zápas |
| ------------------- | ----------- | -------------------- | ----------- | -------------- |
| Chance Národní liga | —           |                      |             |                |
| MOL Cup             | 1. kolo     |                      |             |                |
|                     |             |                      |             |                |

### Letní přípravné zápasy
| Přátelské utkání 21. června 2025 | FC Zlín                  | 2 – 2 | FC Zbrojovka Brno     | Spytihněv                                      |  |  |
| 10:30                            | Natchkebia 40' Lopes 59' |       | 14' Kronus 46' Břečka | Diváci: 510 Rozhodčí: Volek – Pochylý, Žurovec |  |  |
|                                  |                          |       |                       |                                                |  |  |

| Přátelské utkání 28. června 2025 | Wieczysta Krakow | 1 – 2 | FC Zbrojovka Brno             | TC Cracovia, Krakov |  |  |
| 16:00                            | Vukojević 33'    |       | 16' Kronus 90+3' (pen) Blecha |                     |  |  |
|                                  |                  |       |                               |                     |  |  |

| Přátelské utkání 2. července 2025 | FC Zbrojovka Brno | 1 – 0 | MFK Zemplín Michalovce | TC Cracovia, Krakov |  |  |
| 17:00                             | Kanakimana 4'     |       |                        |                     |  |  |
|                                   |                   |       |                        |                     |  |  |

| Přátelské utkání 5. července 2025 | GKS Tychy                | 2 – 8 | FC Zbrojovka Brno                                                                           | Tychy |  |  |
| 11:00                             | Gębala 103' Sanyang 120' |       | 4' Velich 32' Velich 38' Velich 35' Rymarenko 85' Kaka 98' Hofmann 108' Saal 133' Vachoušek |       |  |  |
|                                   |                          |       |                                                                                             |       |  |  |

| Přátelské utkání 11. července 2025 | FC Zbrojovka Brno              | 3 – 0 | Polonia Bytom | Pohořelice |  |
| 11:00                              | 90' (vl.) Žitný 109' Kubr 110' |       |               |            |  |
| Poznámky: Hráno na 3 × 45 minut    |                                |       |               |            |  |

## Tabulka
| Poř. | Tým                            | Z | V | R | P | VG | OG | B |
| ---- | ------------------------------ | - | - | - | - | -- | -- | - |
| 1.   | SK Dynamo České Budějovice (S) | 0 | 0 | 0 | 0 | 0  | 0  | 0 |
| 2.   | FC SILON Táborsko              | 0 | 0 | 0 | 0 | 0  | 0  | 0 |
| 3.   | Fotbal Příbram                 | 0 | 0 | 0 | 0 | 0  | 0  | 0 |
| 4.   | FK VIAGEM Ústí nad Labem (N)   | 0 | 0 | 0 | 0 | 0  | 0  | 0 |
| 5.   | MFK Chrudim                    | 0 | 0 | 0 | 0 | 0  | 0  | 0 |
| 6.   | Slezský FC Opava               | 0 | 0 | 0 | 0 | 0  | 0  | 0 |
| 7.   | FC Sellier & Bellot Vlašim     | 0 | 0 | 0 | 0 | 0  | 0  | 0 |
| 8.   | FK Viktoria Žižkov             | 0 | 0 | 0 | 0 | 0  | 0  | 0 |
| 9.   | FC Zbrojovka Brno              | 0 | 0 | 0 | 0 | 0  | 0  | 0 |
| 10.  | SK Artis Brno                  | 0 | 0 | 0 | 0 | 0  | 0  | 0 |
| 11.  | AC Sparta Praha B              | 0 | 0 | 0 | 0 | 0  | 0  | 0 |
| 12.  | 1. SK Prostějov                | 0 | 0 | 0 | 0 | 0  | 0  | 0 |
| 13.  | SK Hanácká Slavia Kroměříž (N) | 0 | 0 | 0 | 0 | 0  | 0  | 0 |
| 14.  | FC Vysočina Jihlava            | 0 | 0 | 0 | 0 | 0  | 0  | 0 |
| 15.  | FC Baník Ostrava B             | 0 | 0 | 0 | 0 | 0  | 0  | 0 |
| 16.  | SK Slavia Praha B              | 0 | 0 | 0 | 0 | 0  | 0  | 0 |

Poznámky:
- Z = Odehrané zápasy; V = Vítězství; R = Remízy; P = Prohry; VG = Vstřelené góly; OG = Obdržené góly; B = Body
- (N) = nováček (předchozí sezónu hrál nižší soutěž a postoupil)
- (S) = sestupující (předchozí sezónu hrál vyšší soutěž a sestoupil)

|  | Postup do Chance Ligy          |
|  | Postup do baráže o Chance Ligu |
|  | Sestup do příslušné třetí ligy |

Poznámky
| Celkem | Celkem | Celkem | Celkem | Celkem | Celkem | Celkem | Celkem | Doma | Doma | Doma | Doma | Doma | Doma | Venku | Venku | Venku | Venku | Venku | Venku |
| Z      | V      | R      | P      | VG     | OG     | GR     | Body   | V    | R    | P    | VG   | OG   | Body | V     | R     | P     | VG    | OG    | Body  |
| ------ | ------ | ------ | ------ | ------ | ------ | ------ | ------ | ---- | ---- | ---- | ---- | ---- | ---- | ----- | ----- | ----- | ----- | ----- | ----- |
| 5      | 4      | 1      | 0      | 16     | 5      | 11     | 13     | 2    | 0    | 0    | 5    | 1    | 6    | 2     | 1     | 0     | 11    | 4     | 7     |

#### Přehled
| 0        | 1 | 2 | 3 | 4 | 5 | 6 | 7 | 8 | 9 | 10 | 11 | 12 | 13 | 14 | 15 | 16 | 17 | 18 | 19 | 20 | 21 | 22 | 23 | 24 | 25 | 26 | 27 | 28 | 29 | 30 |
| -------- | - | - | - | - | - | - | - | - | - | -- | -- | -- | -- | -- | -- | -- | -- | -- | -- | -- | -- | -- | -- | -- | -- | -- | -- | -- | -- | -- |
| Výsledek | V | D | V | D | V | D | V | D | V | D  | D  | V  | D  | V  | D  | V  | D  | V  | D  | V  | D  | V  | D  | V  | V  | D  | V  | D  | V  | D  |
| Pozice   | 1 | 1 | 1 | 1 | 1 |   |   |   |   |    |    |    |    |    |    |    |    |    |    |    |    |    |    |    |    |    |    |    |    |    |

##### Podzimní část
| 1. kolo 18. července 2025 | SK Č. Budějovice | 0–2 (0–1) | FC Zbrojovka Brno                                           | Střelecký ostrov, České Budějovice |  |  |
| 18:00                     | 39' Vaníček      |           | 19' Juroška 23' Hofmann 24' Janetzký 71' Hofmann 81' Kronus | Diváci: 3152 Rozhodčí: Petřík      |  |  |
|                           |                  |           |                                                             |                                    |  |  |

| 2. kolo 25. července 2025 | FC Zbrojovka Brno                                           | 3–0 (1–0) | AC Sparta Praha B                           | ShipEx Aréna, Brno                |  |  |
| 18:00                     | Velich 31' Čavoš 47' Vedral 52' Klíma 64' Juroška 84' 90+2' |           | 26' Mensah 44' Hollý 60' Tošnar 90+2' Horák | Diváci: 5647 Rozhodčí: Pavel Orel |  |  |
|                           |                                                             |           |                                             |                                   |  |  |

| 3. kolo 30. července 2025 | 1. FK Příbram                                | 2–7 (0–2) | FC Zbrojovka Brno                                                                         | Na Litavce, Příbram             |  |  |
| 18:00                     | Antwi 23' Švestka 31' Hašek 68' Vokřínek 89' |           | 16' Velich 24' Klíma 61' Rymarenko 72' Čavoš 78' Vachoušek 90+1' Kanakimana 90+3' Juroška | Diváci: 1580 Rozhodčí: Všetečka |  |  |
|                           |                                              |           |                                                                                           |                                 |  |  |

| 4. kolo 2. srpna 2025 | FC Zbrojovka Brno                | 2–1 (1–1) | FC Silon Táborsko              | ShipEx Aréna, Brno           |  |  |
| 18:00                 | Žitný 1' Hofmann 90+3' Čavoš 60' |           | 9' Kateřiňák 20' Bláha 28' Hák | Diváci: 4638 Rozhodčí: Trska |  |  |
|                       |                                  |           |                                |                              |  |  |

| 5. kolo 8. srpna 2025 | SK Artis Brno                                | 2–2 (1–2) | FC Zbrojovka Brno                                          | ShipEx Aréna, Brno            |  |  |
| 18:00                 | Adediran 8' 37' Pospíšil 62' 62' Besedin 23' |           | 23' Rymarenko 26' Hofmann 34' Klíma 52' Vedral 87' Hofmann | Diváci: 8200 Rozhodčí: Radina |  |  |
|                       |                                              |           |                                                            |                               |  |  |

### MOL Cup
Hlavní článek: MOL Cup 2025/2026
| 1. kolo MOL Cupu 12. srpna 2025 | Havlíčkův Brod | 0–1 (0–1) | FC Zbrojovka Brno | Stadion Na Losích, Havlíčkův Brod |  |  |
| 17:30                           |                |           | 13' Klíma         | Diváci: 1495 Rozhodčí: Kotala     |  |  |
|                                 |                |           |                   |                                   |  |  |

## Statistiky

### Góly
| Gól | Hráč | Liga | P. |
| --- | ---- | ---- | -- |
|     |      |      |    |
|     |      |      |    |
|     |      |      |    |
|     |      |      |    |
|     |      |      |    |
|     |      |      |    |
|     |      |      |    |
|     |      |      |    |
|     |      |      |    |
|     |      |      |    |
|     |      |      |    |
|     |      |      |    |
|     |      |      |    |
|     |      |      |    |
|     |      |      |    |
|     |      |      |    |
|     |      |      |    |
|     |      |      |    |
|     |      |      |    |

### Asistence
| A. | Hráč | Liga | P. |
| -- | ---- | ---- | -- |
|    |      |      |    |
|    |      |      |    |
|    |      |      |    |
|    |      |      |    |
|    |      |      |    |
|    |      |      |    |
|    |      |      |    |
|    |      |      |    |
|    |      |      |    |
|    |      |      |    |
|    |      |      |    |
|    |      |      |    |
|    |      |      |    |
|    |      |      |    |
|    |      |      |    |

### Čistá konta
| Čisté konto | Hráč | Liga | P. |
| ----------- | ---- | ---- | -- |
|             |      |      |    |
|             |      |      |    |
|             |      |      |    |

### Žluté karty
|  | Hráč | Liga | P. |
|  | ---- | ---- | -- |
|  |      |      |    |
|  |      |      |    |
|  |      |      |    |
|  |      |      |    |
|  |      |      |    |
|  |      |      |    |
|  |      |      |    |
|  |      |      |    |
|  |      |      |    |
|  |      |      |    |
|  |      |      |    |
|  |      |      |    |
|  |      |      |    |
|  |      |      |    |
|  |      |      |    |
|  |      |      |    |
|  |      |      |    |
|  |      |      |    |
|  |      |      |    |
|  |      |      |    |
|  |      |      |    |
|  |      |      |    |
|  |      |      |    |
|  |      |      |    |
|  |      |      |    |
|  |      |      |    |

### Červené karty
| Vyloučení | Hráč | Liga | P. |
| --------- | ---- | ---- | -- |
|           |      |      |    |
|           |      |      |    |
|           |      |      |    |
|           |      |      |    |

## Domácí návštěvnost
| Soutěž  | Celkově | Zápasy | Průměrně |
| ------- | ------- | ------ | -------- |
| ChNL    | 10285   | 2      | 5142     |
| MOL Cup |         |        |          |
| Celkově |         |        |          |